# الراكب (مناخة)

تعديل مصدري - تعديل

الراكب هي إحدى قرى عزلة بني حسن وحسين بمديرية مناخة التابعة لمحافظة صنعاء، بلغ تعداد سكانها 159 نسمة حسب تعداد اليمن لعام 2004.